# Вели Пржњак
Вели Пржњак је мало ненасељено острво у хрватском делу Јадранског мора.
Налази се око 3,5 км југозападно од заселка Св. Петар на острву Корчули насупрот острва Звириновик од којег је удаљен око 2 км. Површина острва износи 0,204 км². Дужина обалске линије је 2,26 км.. Највиши врх на острву висок је 25 метара.